# Sinodiapterna hammondi
Sinodiapterna hammondi är en skalbaggsart som beskrevs av Dellacasa 1986. Sinodiapterna hammondi ingår i släktet Sinodiapterna och familjen Aphodiidae. Inga underarter finns listade i Catalogue of Life.